# Kim Sang-woo (cầu thủ bóng đá)
Đây là một tên người Triều Tiên, họ là Kim.
Kim-Sang Woo (sinh ngày 1 tháng 5 năm 1987 ở Jinju) là một tiền vệ bóng đá Hàn Quốc. Hiện tại anh thi đấu cho Gimhae City FC.

## Thống kê câu lạc bộ
| Thành tích câu lạc bộ | Thành tích câu lạc bộ | Thành tích câu lạc bộ | Giải vô địch | Giải vô địch | Cúp                   | Cúp                   | Tổng cộng | Tổng cộng |
| Mùa giải              | Câu lạc bộ            | Giải vô địch          | Số trận      | Bàn thắng    | Số trận               | Bàn thắng             | Số trận   | Bàn thắng |
| Nhật Bản              | Nhật Bản              | Nhật Bản              | Giải vô địch | Giải vô địch | Cúp Hoàng đế Nhật Bản | Cúp Hoàng đế Nhật Bản | Tổng cộng | Tổng cộng |
| --------------------- | --------------------- | --------------------- | ------------ | ------------ | --------------------- | --------------------- | --------- | --------- |
| 2006                  | Tokushima Vortis      | J2 League             | 7            | 1            | 0                     | 0                     | 7         | 1         |
| 2007                  | Tokushima Vortis      | J2 League             | 24           | 0            | 0                     | 0                     | 24        | 0         |
| Quốc gia              | Nhật Bản              | Nhật Bản              | 31           | 1            | 0                     | 0                     | 31        | 1         |
| Tổng                  | Tổng                  | Tổng                  | 31           | 1            | 0                     | 0                     | 31        | 1         |